# Porțile paradisului
Porțile paradisului este un film din 1968 regizat de Andrzej Wajda.